# Ле Маршан, Максим
Максим Ле Маршан (фр. Maxime Le Marchand; род. 11 октября 1989, Сен-Мало) — французский футболист, защитник.

## Клубная карьера

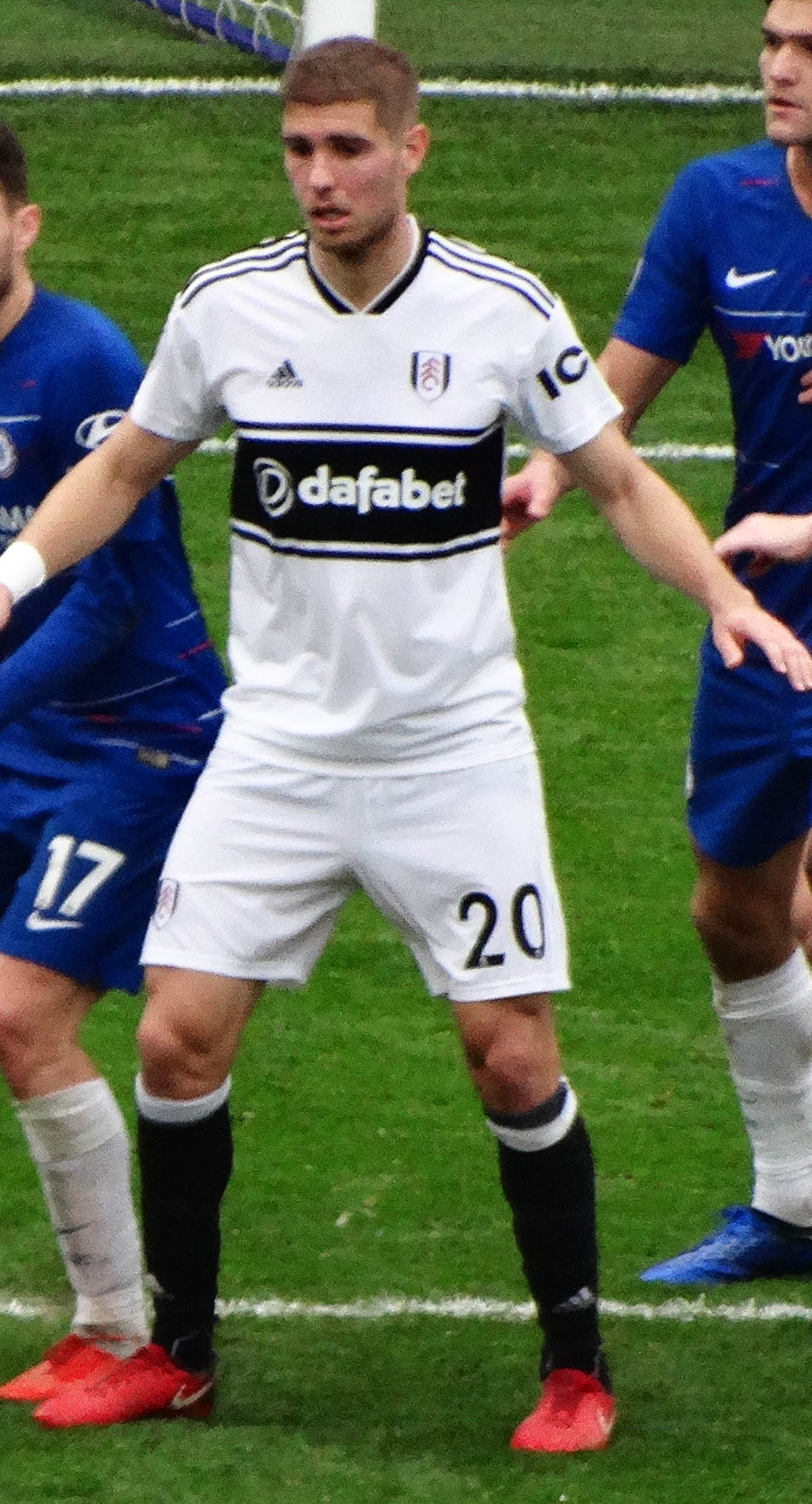
Ле Маршан в составе «Фулхэма»

Ле Маршан — воспитанник клубов «Сен-Мело» и «Ренн». В 2009 году для получения игровой практики Максим был отдан в аренду в «Гавр». 7 августа в матче против «Седана» он дебютировал в Лиге 2. 30 августа в поединке против «Ванна» Максим забил свой первый гол за «Гавр». По окончании сезона клуб выкупил его трансфер у «Ренна». Летом 2015 года Ле Маршан перешёл в «Ниццу». 8 августа в матче против «Монако» он дебютировал в Лиге 1. 15 августа в поединке против «Труа» Максим забил свой первый гол за «Ниццу». 8 декабря 2016 года в матче Лиги Европы против российского «Краснодара» он отметился забитым мячом.
Летом 2018 года Ле Маршан перешёл в английский «Фулхэм». 11 августа в матче против «Кристал Пэлас» он дебютировал в Чемпионшипе. 1 февраля 2021 года до конца сезона был отдан в аренду в бельгийский «Антверпен».
26 августа 2021 года присоединился к клубу «Страсбур».   В июне 2023 года объявил о завершении карьеры.